# Joaquín Sorolla
Joaquín Sorolla y Bastida, né le 27 février 1863 à Valence et mort le 10 août 1923 à Cercedilla, est un peintre espagnol.
Sorolla est connu pour ses scènes de genre alliant réalisme et lyrisme ainsi que pour ses scènes de plage et sa maîtrise de la couleur blanche dont il use avec brio dans de nombreux tableaux. Son style a été qualifié d'impressionniste, de post-impressionniste ou encore de luministe.

## Biographie

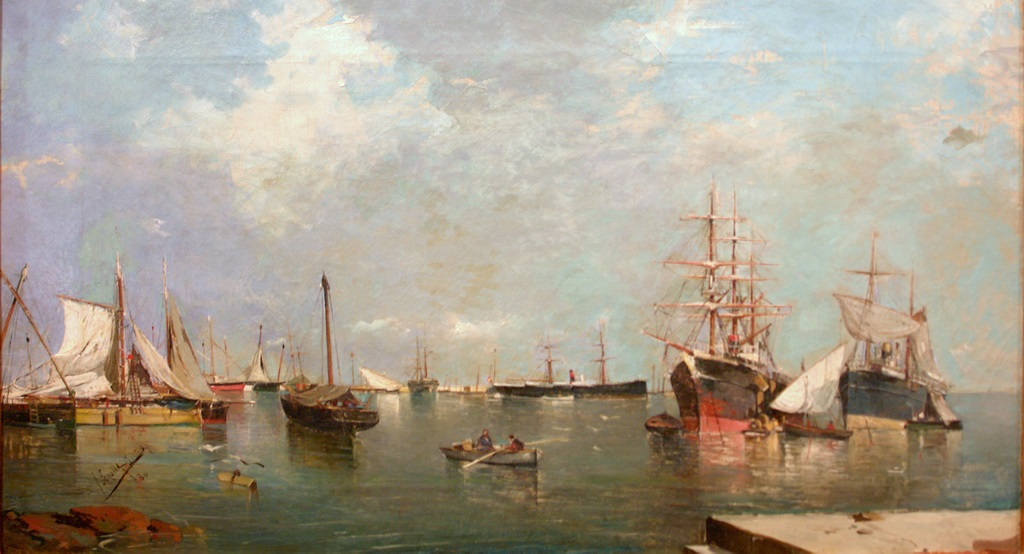
Marine (1880), Madrid, musée Sorolla. Œuvre de jeunesse de Sorolla, avant qu'il ne finisse sa formation académique.

### Origines familiales et formation
Sorolla est né à Valence, en Espagne. Il est l'aîné d'un marchand, également nommé Joaquín Sorolla et de son épouse Concepción Bastida. Sa sœur Concha naît un an plus tard. En août 1865, leurs deux parents meurent lors d'une épidémie de choléra ; les enfants sont pris en charge par leur tante maternelle et leur oncle, serrurier de profession. Pendant quelque temps, son oncle tente en vain d'enseigner la serrurerie à son neveu, très rapidement convaincu que sa voie est la peinture.
Joaquín fait connaître tôt sa volonté d'étudier la peinture. Il apprend le dessin à l'école des artisans de Valence. Durant ses études au 12, rue Avellanas, il a comme compagnons José Vilar y Torres, les frères Benlliure et Pinazo.

### Débuts dans le monde de l'art
À la fin de ses études, il envoie des œuvres pour participer à des concours en province et à des expositions nationales des beaux-arts, notamment celle de Madrid en 1881, où il présente trois marines de Valence, qui sont ignorées car ne correspondant pas à la peinture officielle, qui demande des thèmes historiques et dramatiques. L'année suivante, il étudie l'œuvre de Vélasquez et d'autres artistes au Musée du Prado. Après ses visites, Sorolla peint en 1883 une toile inédite Étude du Christ, redécouverte récemment, où se remarque l'influence de Christ crucifié de Vélasquez,. C'est avec cette toile que commence son étape « réaliste » où il a Gonzalo Salva pour professeur. Finalement, en 1883, il obtient la médaille de l'Exposition régionale de Valence et en 1884 celle de deuxième classe de l'Exposition nationale grâce à son tableau Défense du Parc d'artillerie de Montéléon, œuvre mélodramatique et obscure, réalisée expressément. Il confie alors à un de ses collègues : « Ici, pour se faire connaître et gagner des médailles, il faut qu'il y ait des morts ».
Il obtient un grand succès à Valence avec son tableau El Crit del Palleter (« Le Cri du marchand de paille ») sur la guerre d'indépendance espagnole, qui lui vaut en 1885 une bourse de la Députation Provinciale de Valence pour aller à Rome. Là, en parallèle de son travail, il découvre l'art classique et renaissance, visite les grands musées et noue des liens avec les autres artistes. Il y développe son style et sa technique.
Avec son ami le peintre Pedro Gil, il se rend à Paris durant le premier semestre 1885, pour y observer de près la peinture impressionniste. Ce voyage produit un changement de thèmes et de style : il se lance dans des toiles à motifs religieux, notamment L'Enterrement du Christ, avec lequel il n'eut pas le succès espéré. Il se rapproche ainsi des avant-gardes européennes. Parmi les peintres qui l'influencent, figurent John Singer Sargent, Giovanni Boldini et Anders Leonard Zorn.
Entre 1885 et 1889, il a vécu dans les villes italiennes de Rome et d'Assise. Après avoir terminé ses fonctions de pensionnaire à l'Académie espagnole de Rome, il se consacre à la peinture de genre destinée à la vente.

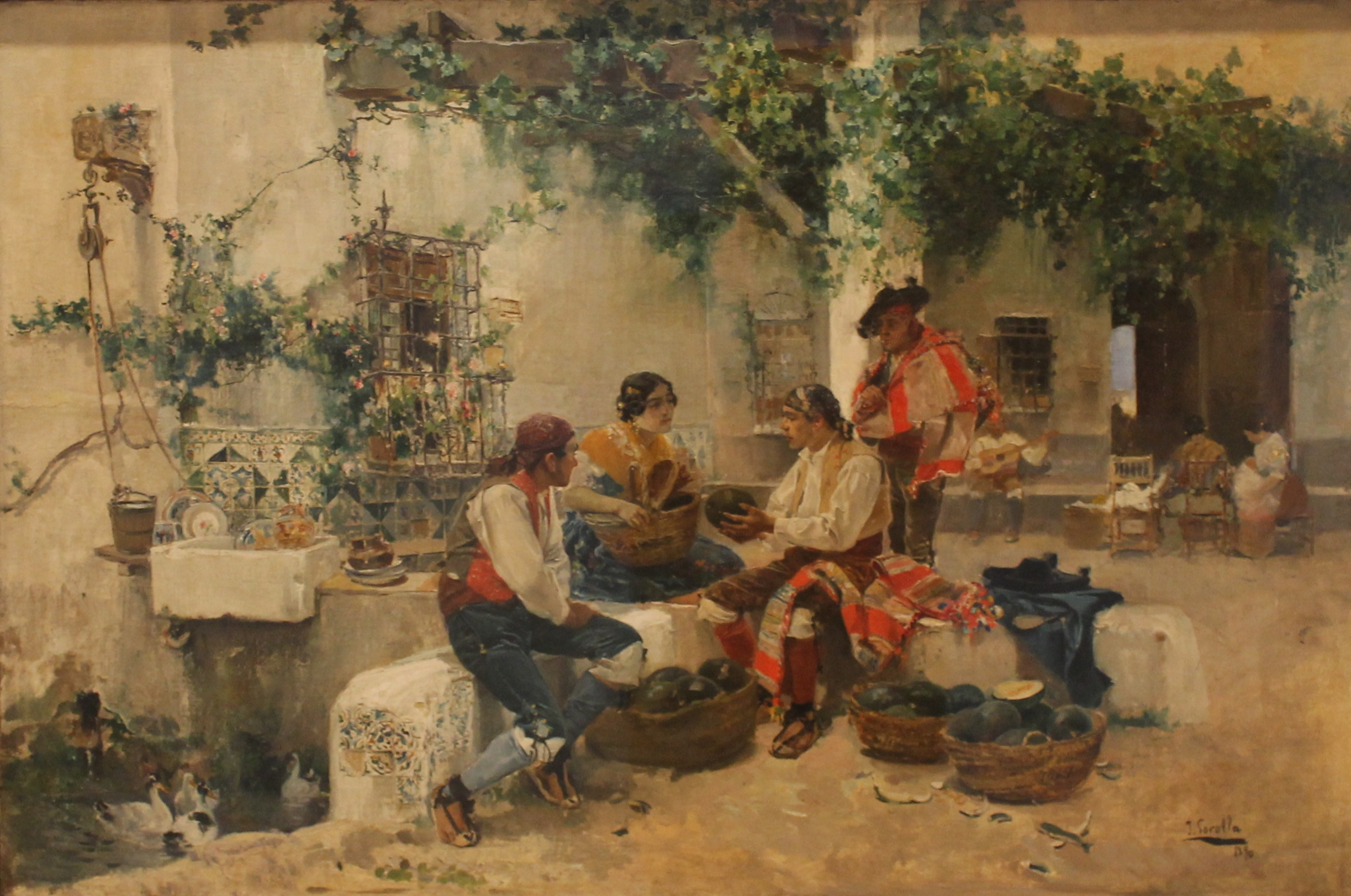
La Vente des melons (1890), huile sur toile, Malaga, musée Carmen Thyssen.

En 1888, il se marie avec Clotilde García del Castillo à Valence, et ils vivent une année en Italie, à Assise. Il réalise à cette époque quelques tableaux importants comme La Vente des melons (Malaga, musée Carmen Thyssen) ainsi que plusieurs autres sur des thèmes costumbristes qu'il pouvait vendre facilement. C'étaient en général de petites aquarelles commercialisées par son marchand Francisco Jover.

### Ascension

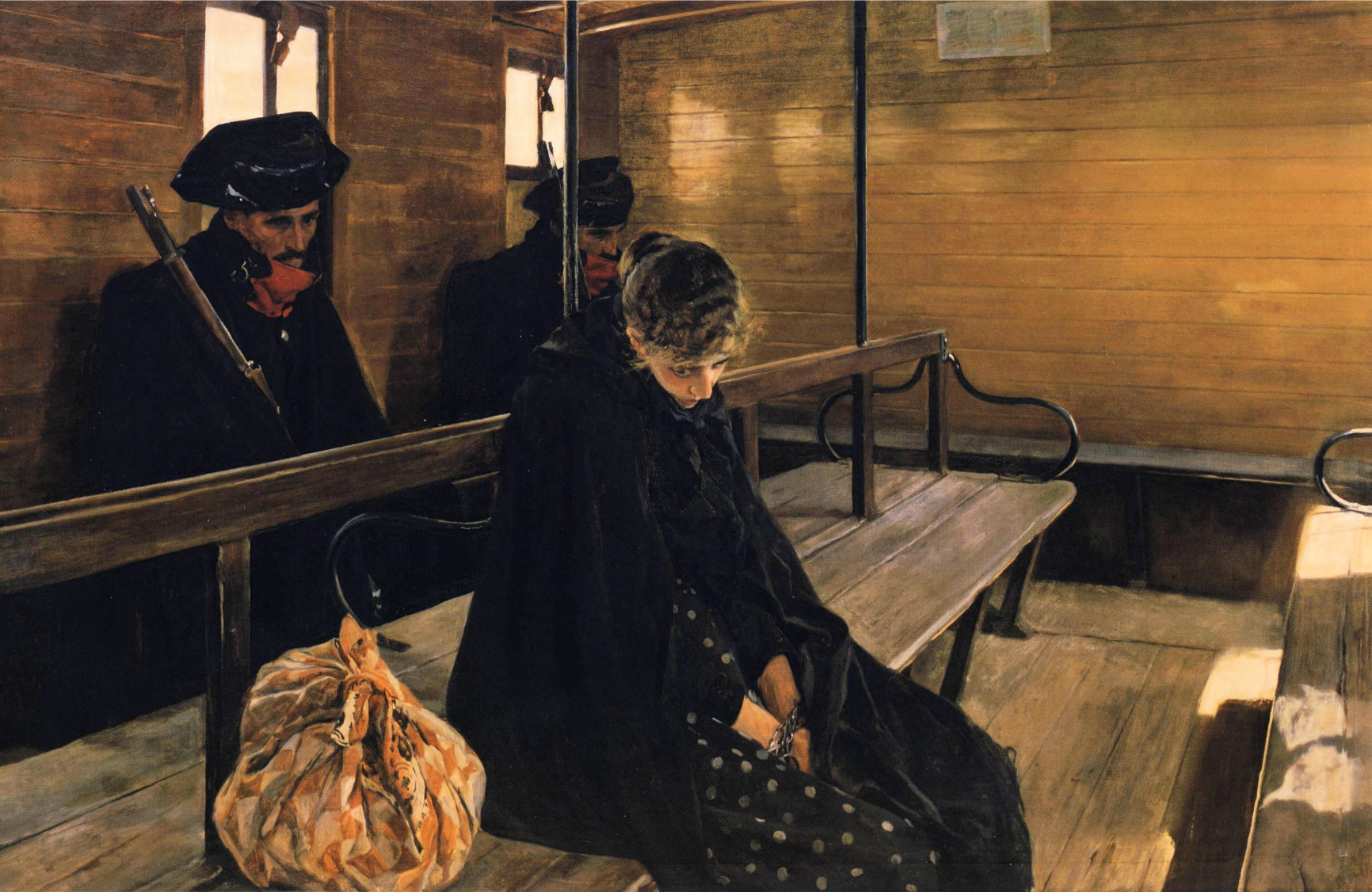
¡Otra Margarita! (1892).

En 1889, le peintre et sa famille s'installèrent à Madrid. En à peine cinq années, Sorolla jouit d'un grand renom comme peintre. Avec le retour en Espagne, sa palette s'éclaircit, illustrant les plages méditerranéennes, les ébats d'enfants, les nus, les pêcheurs valenciens. Il obtint son premier succès important avec Une autre Marguerite, qui lui valut la médaille d'or à Madrid et fut vendu à la galerie Saint-Louis. Il devient vite très connu, meneur incontesté de l'école moderne espagnole de peinture.
Avant de former définitivement son style luministe caractéristique, il peint dans les années 1890 une série d'œuvres de costumbrismo religieux dans lesquelles il enregistre divers épisodes de dévotion populaire à l'intérieur des églises baroques valenciennes. Parmi les plus connues figure Le Baiser de la relique (1893), conservé au Musée des Beaux-Arts de Bilbao, qui marque sa consécration définitive.
Le Tableau La Traite des blanches de 1894 conservé au Musée Sorolla est un exemple du réalisme social qu'il cultive entre 1890 et 1899. Ce mouvement, qui émerge fortement en Europe concentre l'attention sur les évènements les plus dramatiques des classes les moins privilégiées était présent courament dans les Salons de l'époque, où les intrigues « historiques », c'est-à-dire le contenu narratif, étaient encore considérées comme nécessaires.
En 1894, il voyagea de nouveau à Paris, où il développa le style appelé luminisme qui devient dès lors caractéristique de son œuvre. Il commença à peindre à l'air libre, maîtrisant et utilisant la lumière pour des scènes quotidiennes et des paysages du bord de la Méditerranée. Joaquin Sorolla exposa au Salon des artistes français en 1893, où il fut régulièrement admis entre cette date et 1909, obtenant un 3e prix pour le Baiser à la Relique, puis un 2e prix pour Retour de la pêche : halage de la barque (1894), œuvre très admirée au salon de Paris et acquis par l'État pour le musée du Luxembourg.

### Consécration
Dans ses tableaux, le Retour de la pêche : halage de la barque, La Plage de Valence, ou Triste héritage, il 

communique sa vision de la Méditerranée, la splendeur d'une matinée à la plage dans des coloris vibrants, un style léger, vigoureux.

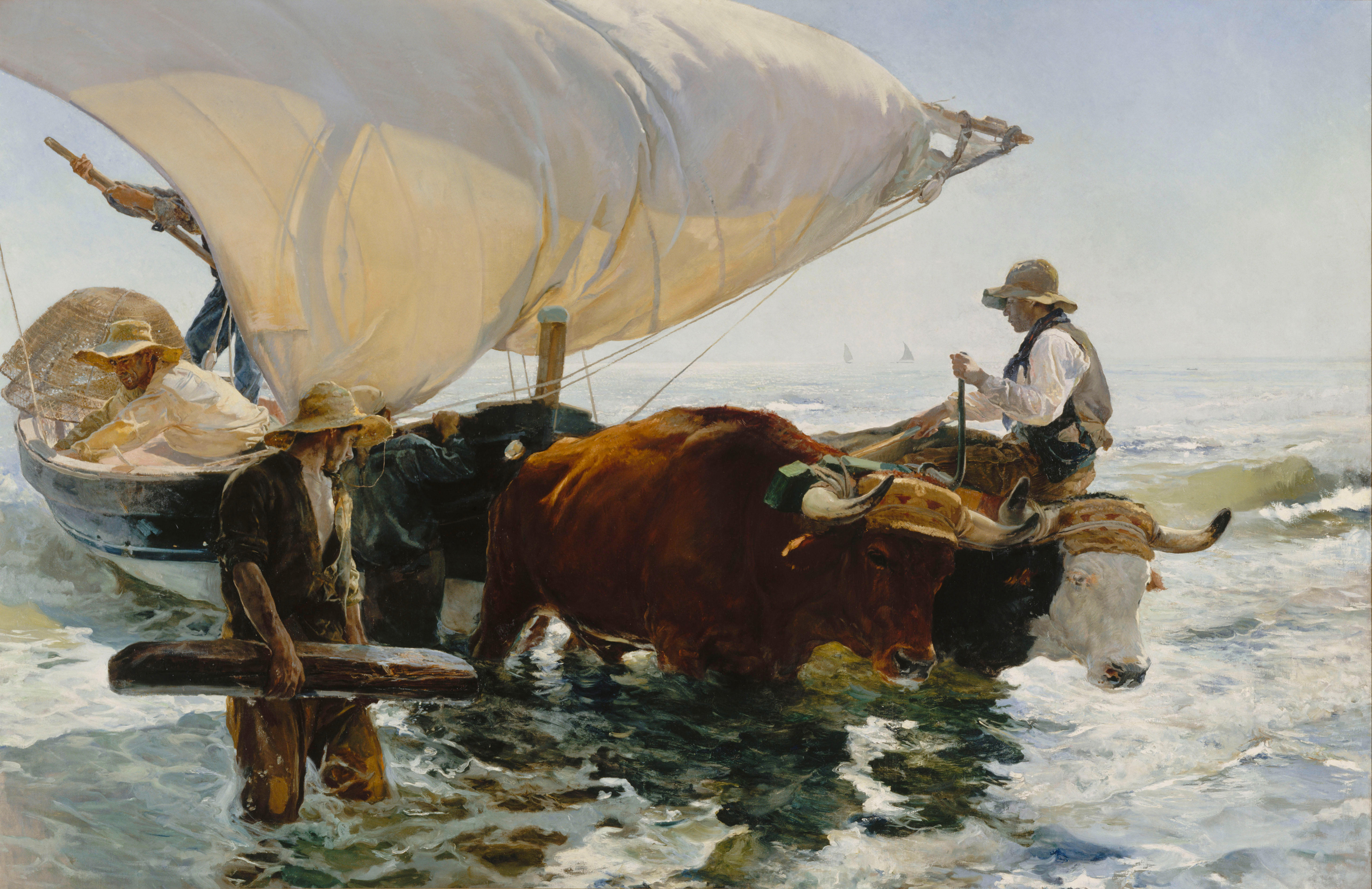
Retour de Pèche : Hâlage de la barque, 1894 - Madrid, Musée Sorolla - madrid, Le Prado
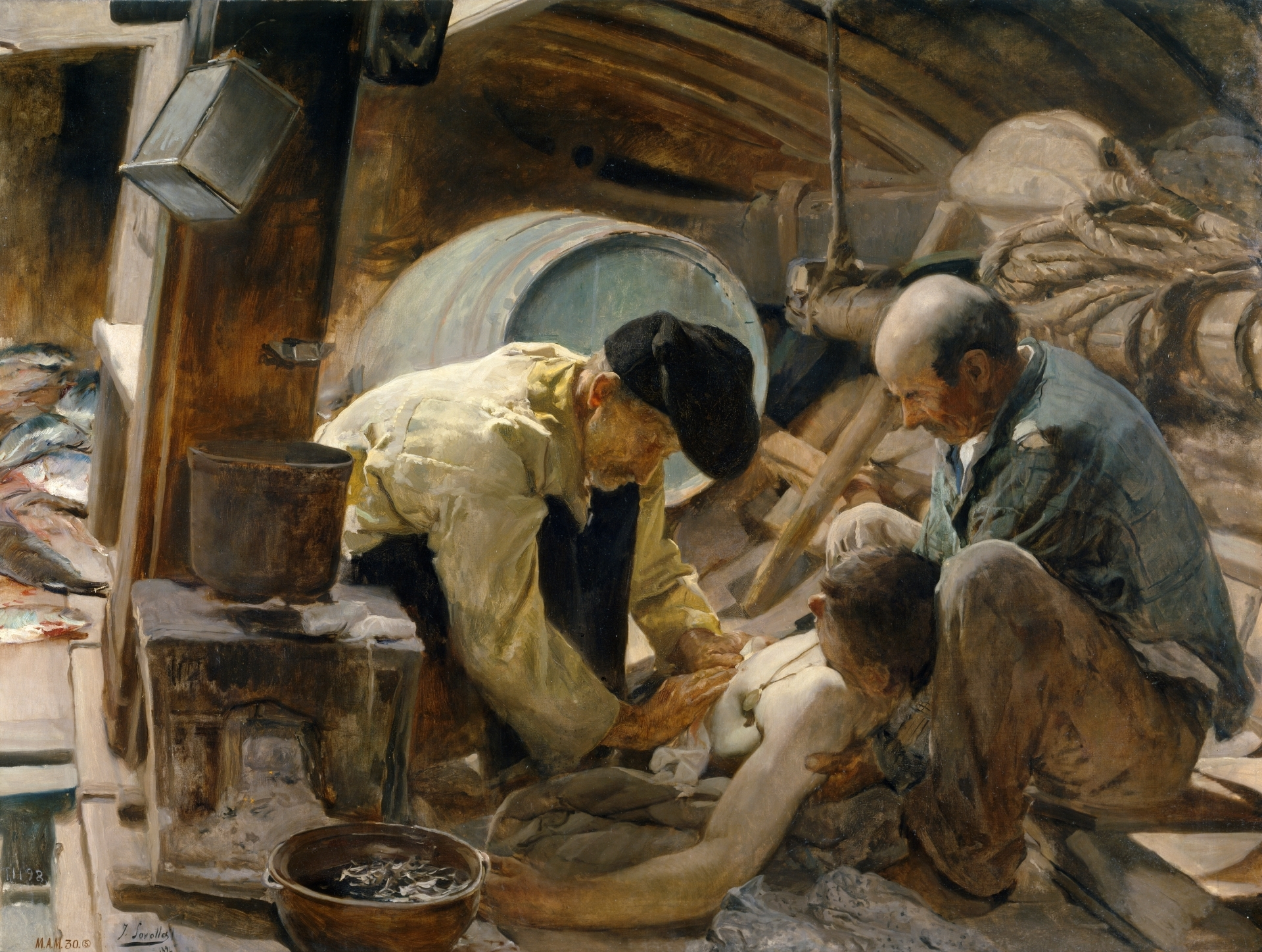
Et en plus elles disent que le poisson est cher, 1894 - Madrid Le Prado

Avec Triste héritage, il reçoit en 1900 le « Grand Prix » du concours international de Paris. Il continue à traiter des thèmes sociaux qui lui avaient valu son succès, avec notamment Et en plus elles disent que le poisson est cher ! (1894).

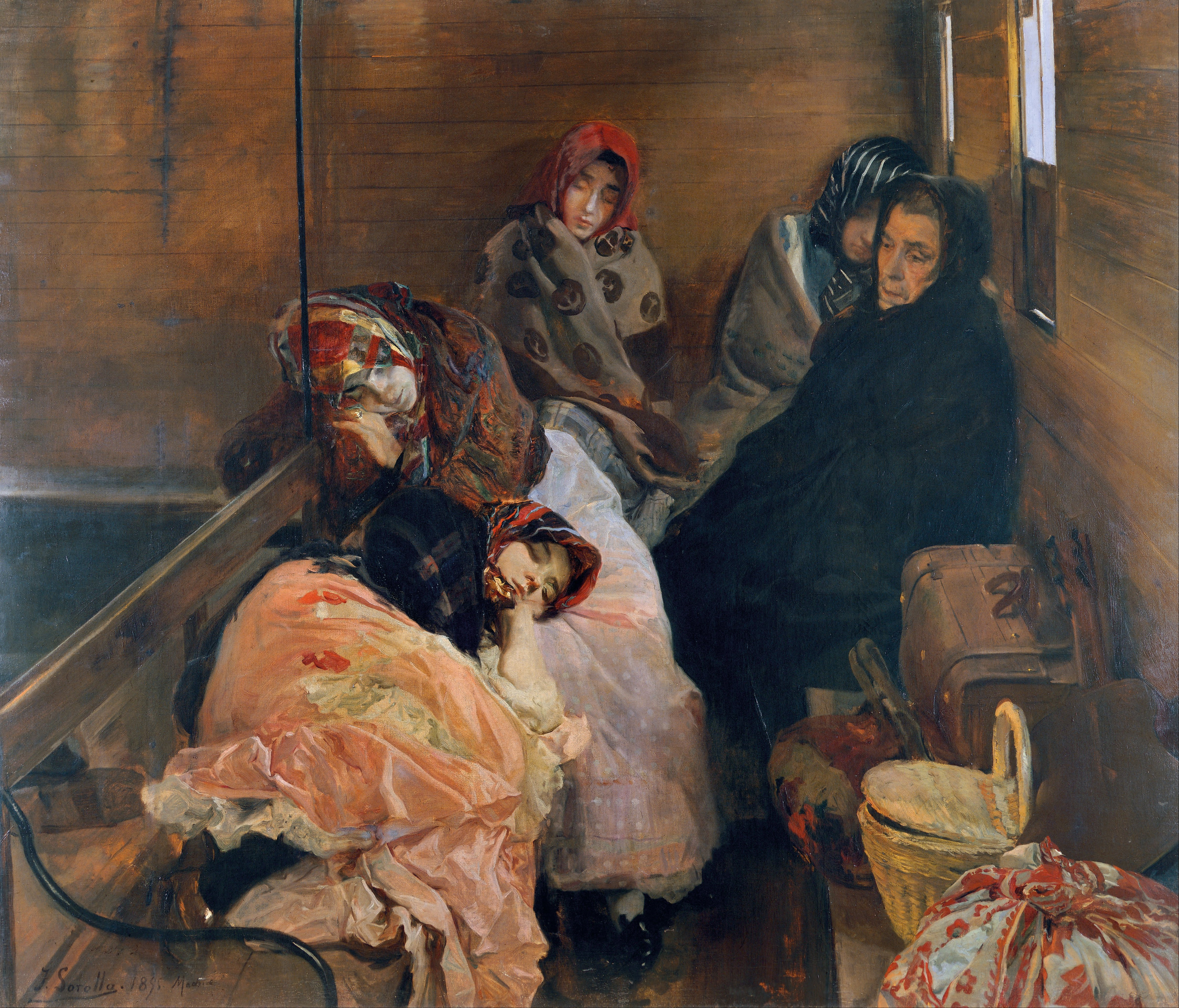
Traite des blanches (1895), Madrid, musée Sorolla.

En août 1900, à Valence, son ami sculpteur Ricardo Causarás Casaña lui rend visite. Il pose pour une statue de terre et de plâtre finalement exposée à l'exposition générale des beaux-arts de Madrid. Elle se trouve actuellement dans les jardins royaux de Los Viveros à Valence. À cette époque, la ville de Valence lui fait l'honneur d'une rue à son nom, le nommant fils émérite de la ville. Après avoir beaucoup voyagé en Europe - en Angleterre et en France - il remporte une médaille d'honneur l'exposition universelle de Paris en 1900 et en 1901, est nommé chevalier de la Légion d'honneur. Ce succès lui donne des moyens financiers et une reconnaissance internationale nouvelle, aidant à la diffusion de son œuvre dans toute l'Europe et aux États-Unis.
Encouragé par le succès de ses images resplendissantes de la Méditerranée et stimulé par son amour de la lumière et de la vie de ses plages ensoleillées, il se consacre à la peinture de ces scènes plus gaies et plus agréables, qui lui apporteront une renommée mondiale. À l'été 1905, il se rend à Jávea pour réaliser une série de peinture d'enfants nus, dont l'une de ses plus célèbres lui vaut une commande de l'Hispanic Society of America et parmi lesquelles figure notamment Le Bain (Musée Métropolitain, New York). Une exposition de ses œuvres — paysages, portraits — à la galerie Georges Petit à Paris en 1906 lui apporte une gloire encore plus grande : il est fait officier de la Légion d'honneur. Son succès social comme économique est complet.
En 1905, le peintre acquiert un terrain sur le paseo del Obelisco à Madrid (Actuellement rue General Martínez Campos), à côté de la résidence de l'actrice María Guerrero. Peu après il achète le terrain contigu qu'il transforme en trois jardins. Sorolla inaugure en 1911 sa nouvelle résidence madrilène.

Portraits d'Elena et Maria avec des costumes valenciens à l'ancienne MNAC.

Il expose à New York en 1909, où il obtient un succès sans précédent, avec notamment les tableaux Soleil du soir et Les Nageurs et triomphe également en 1911 au musée d'Art de Saint-Louis et à l'Art Institute of Chicago.

### Vision d'Espagne
En novembre 1911, il signe une commande pour l'Hispanic Society of America de New York. En conséquence, entre 1913 et 1919, il réalise quatorze panneaux de très grandes dimensions pour décorer les salles de l'institution. Chacune est dédiée à une région d'Espagne.
Chaque tableau mesure 3,5 mètres de haut ; mis bout à bout, ils mesurent 70 m de long, ce qui en fait un monument magistral d'Espagne. En 1912, Sorolla consacre l'année à voyager dans toute l'Espagne, faisant des croquis des scènes populaires ou coutumières auxquelles il assiste. Chaque tableau décrit des détails caractéristiques des diverses provinces espagnoles et portugaises.

### Portraitiste
Une facette importante de l'art de Sorolla est son activité de portraitiste. Il réalise de nombreux portraits de célébrités Santiago Ramón y Cajal, Galdós, Machado, Vicente Blasco Ibáñez, des politiques comme Emilio Castelar, le roi Alphonse XIII, le président William Howard Taft, ainsi qu'une collection de portraits de famille et autoportraits.
En 1914 il est nommé universitaire. Après ses travaux pour l'Hispanic Society il travaille comme professeur de composition et de couleurs à l'école des beaux arts de Madrid.
En août 1919, il se rend à Majorque, aux Baléares, près de Pollença. Il puise plusieurs tableaux dans la lumière majorquine, dont Elena en la cala de San Vicente. Le voici à Ibiza en septembre 1919. Ce sont bientôt ses derniers tableaux.
Le 17 avril 1920, alors qu'il peignait le portrait de l'épouse de l'écrivain Ramón Pérez de Ayala, dans le jardin de sa maison madrilène, il est victime d'un accident vasculaire cérébral qui le laisse hémiplégique. Diminué dans ses facultés physiques il ne peut plus peindre. Il mourut trois années après dans sa résidence d'été à Cercedilla, le 10 août 1923.

Portraits
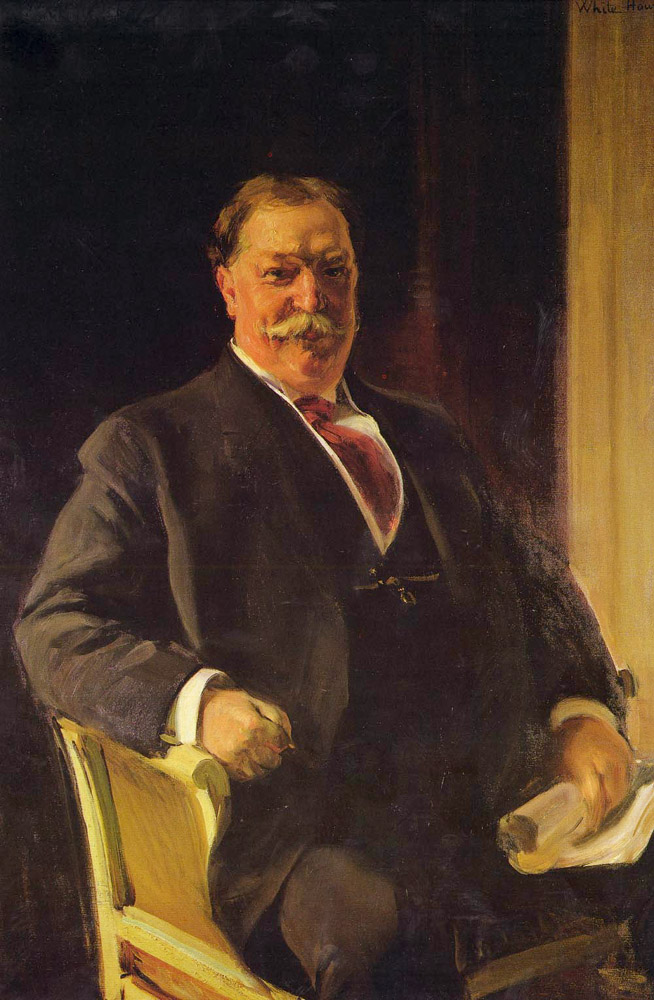
Portrait de William Howard Taft, Président des États-Unis (1909), Taft Museum of Art
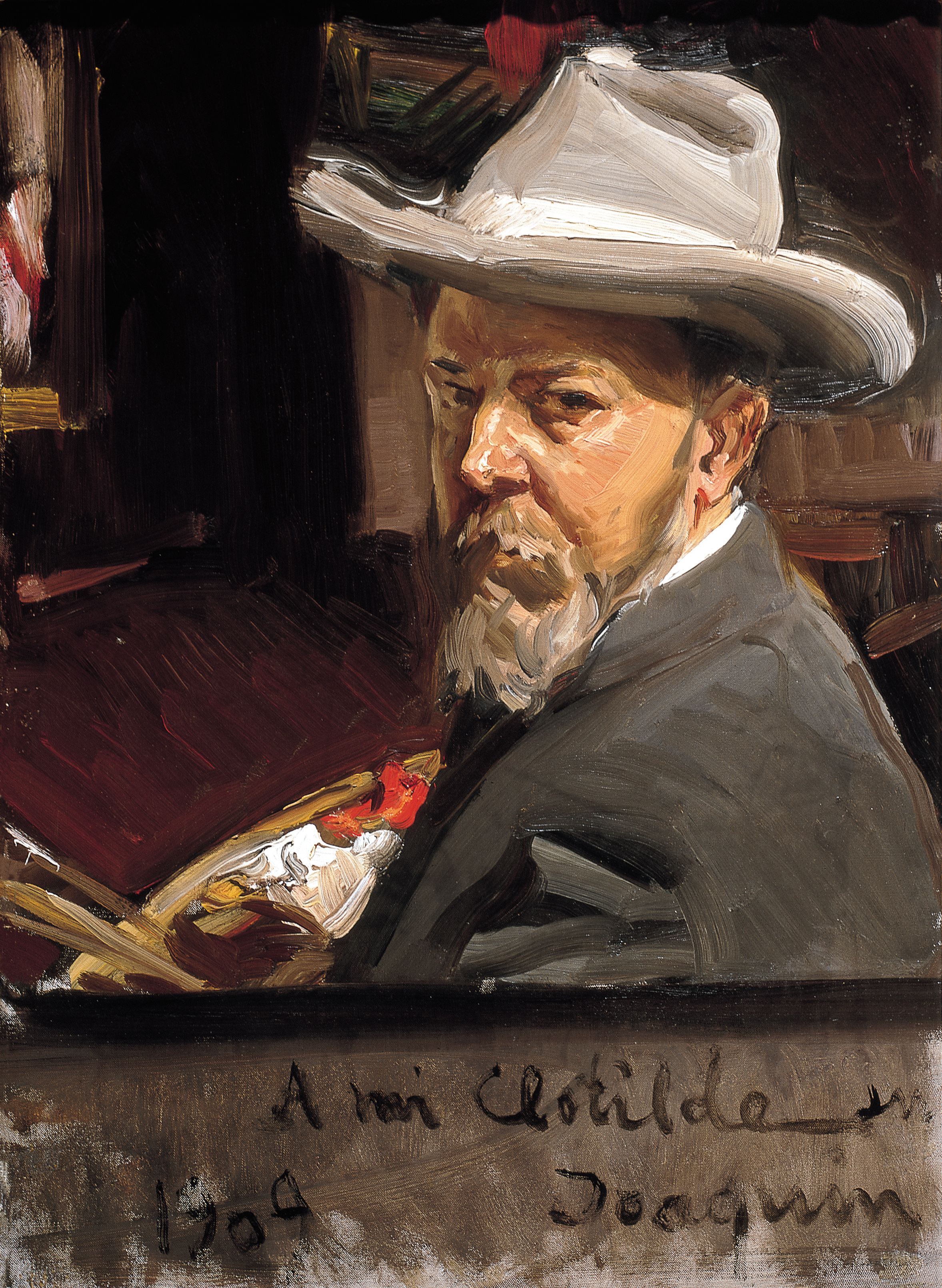
Autoportrait de Joaquín Sorolla, (1909), musée Sorolla, Madrid
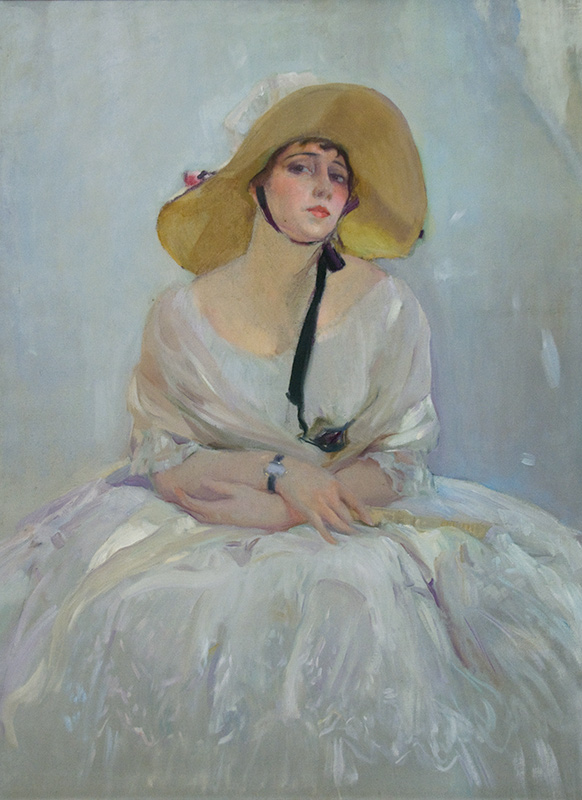
Portrait de Raquel Meller (1918), musée Sorolla, Madrid
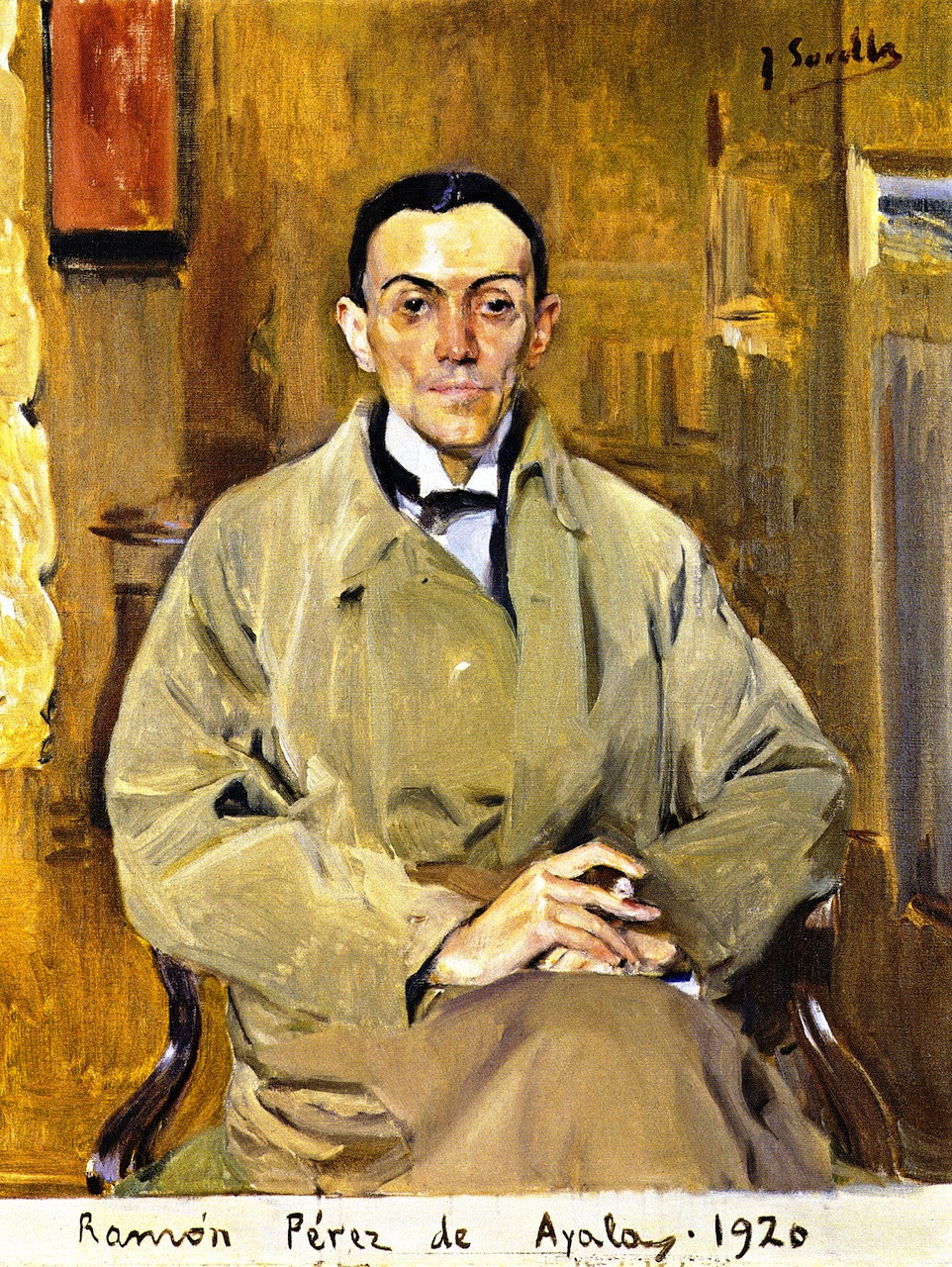
Portrait de Ramón Pérez de Ayala (1920), Hispanic Society of America, New York

### Postérité
Après sa mort, sa veuve fait don de nombre de ses tableaux à l'État espagnol. Ces peintures forment le fonds du musée Sorolla situé depuis 1932 dans la maison de l'artiste à Madrid.
En 1933, Paul Getty achète dix de ses tableaux représentant des scènes de plage impressionnistes.
Son principal disciple est Théodore Andreu (es).

## Œuvres
En plus de la maison-musée Sorolla qui rassemble plusieurs centaines d'œuvres, on trouve ses tableaux à la Alte Nationalgalerie de Berlin, au musée national d'Art de Catalogne de Barcelone, dans les musées de Venise et Madrid et dans de nombreuses collections privées en Europe et en Amérique, en particulier à Buenos Aires. Il peignit des portraits du roi Alphonse et de la reine Victoria Eugénie d'Espagne.

Œuvres de Joaquín Sorolla
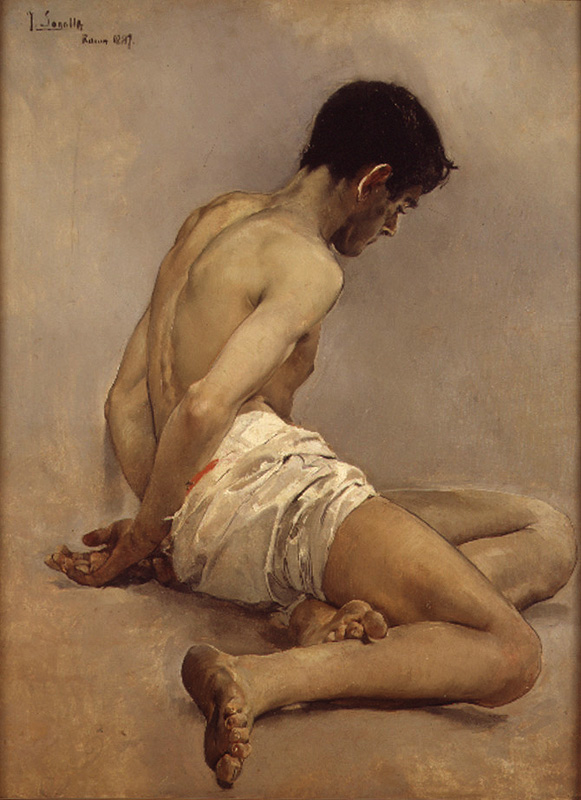
Académie d'homme (1887), musée des beaux-arts de Valence.
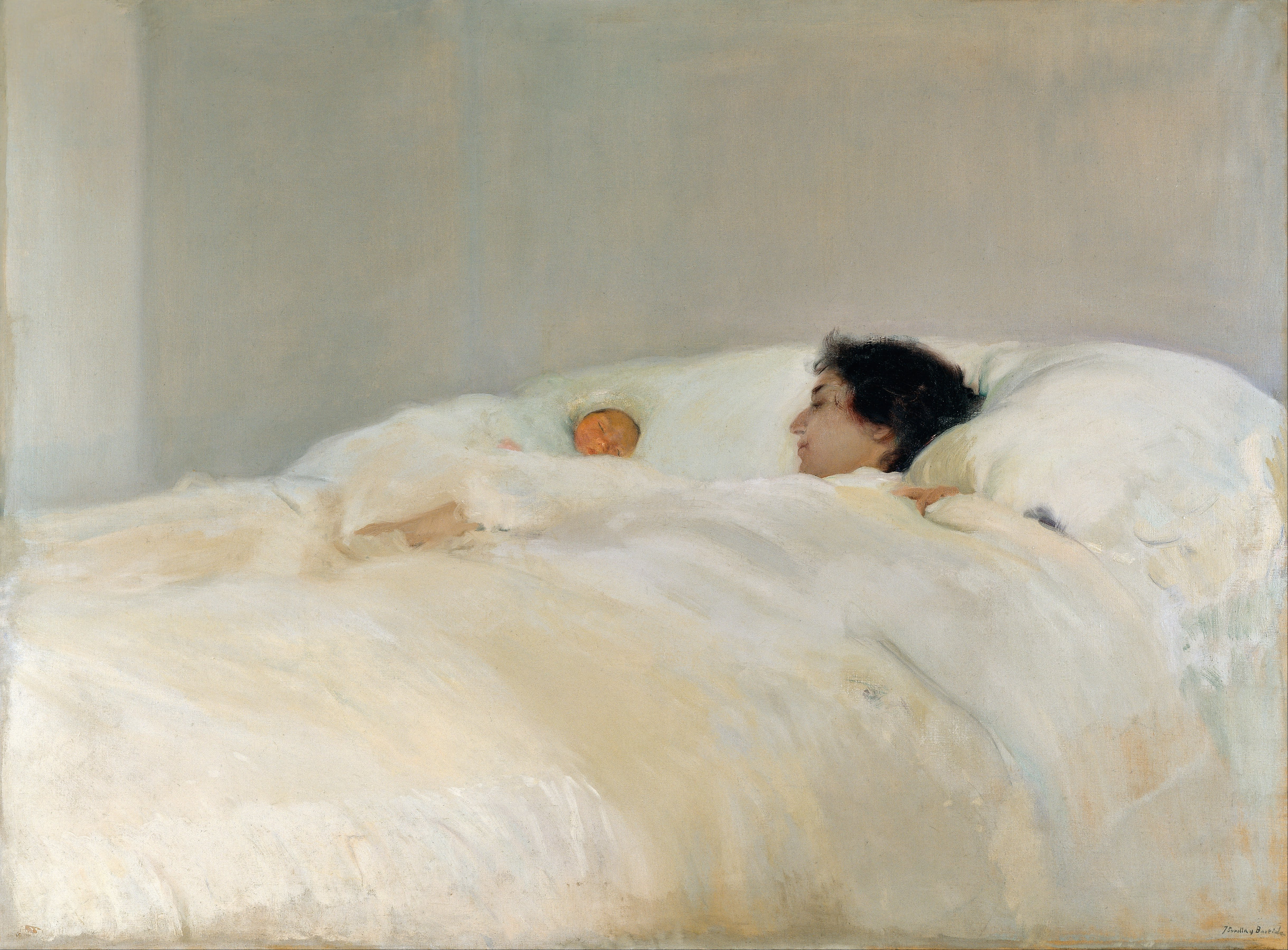
Mère (1895-1900), Madrid, musée Sorolla.
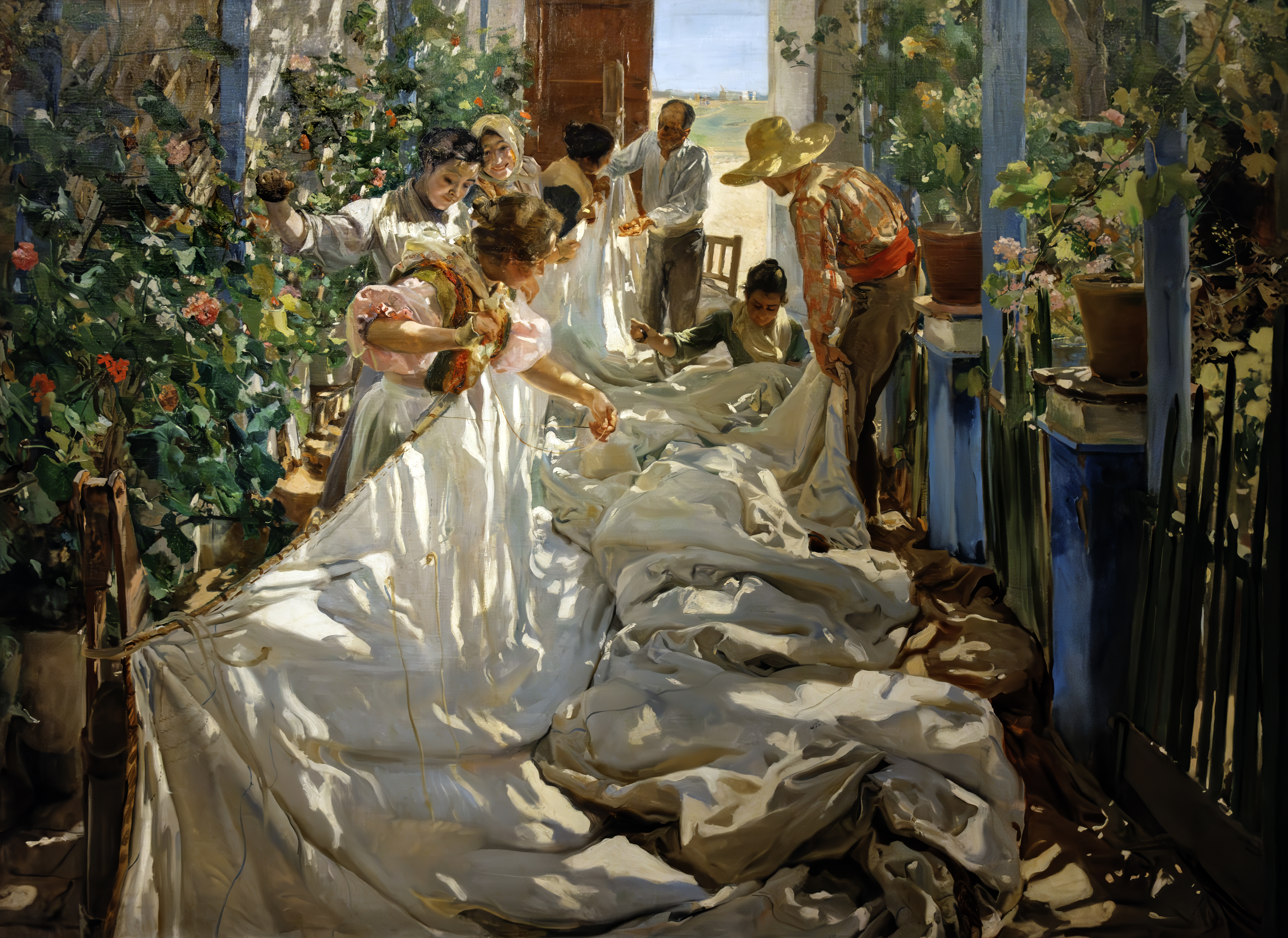
Cousant la voile (1896), Venise, Ca' Pesaro [21].
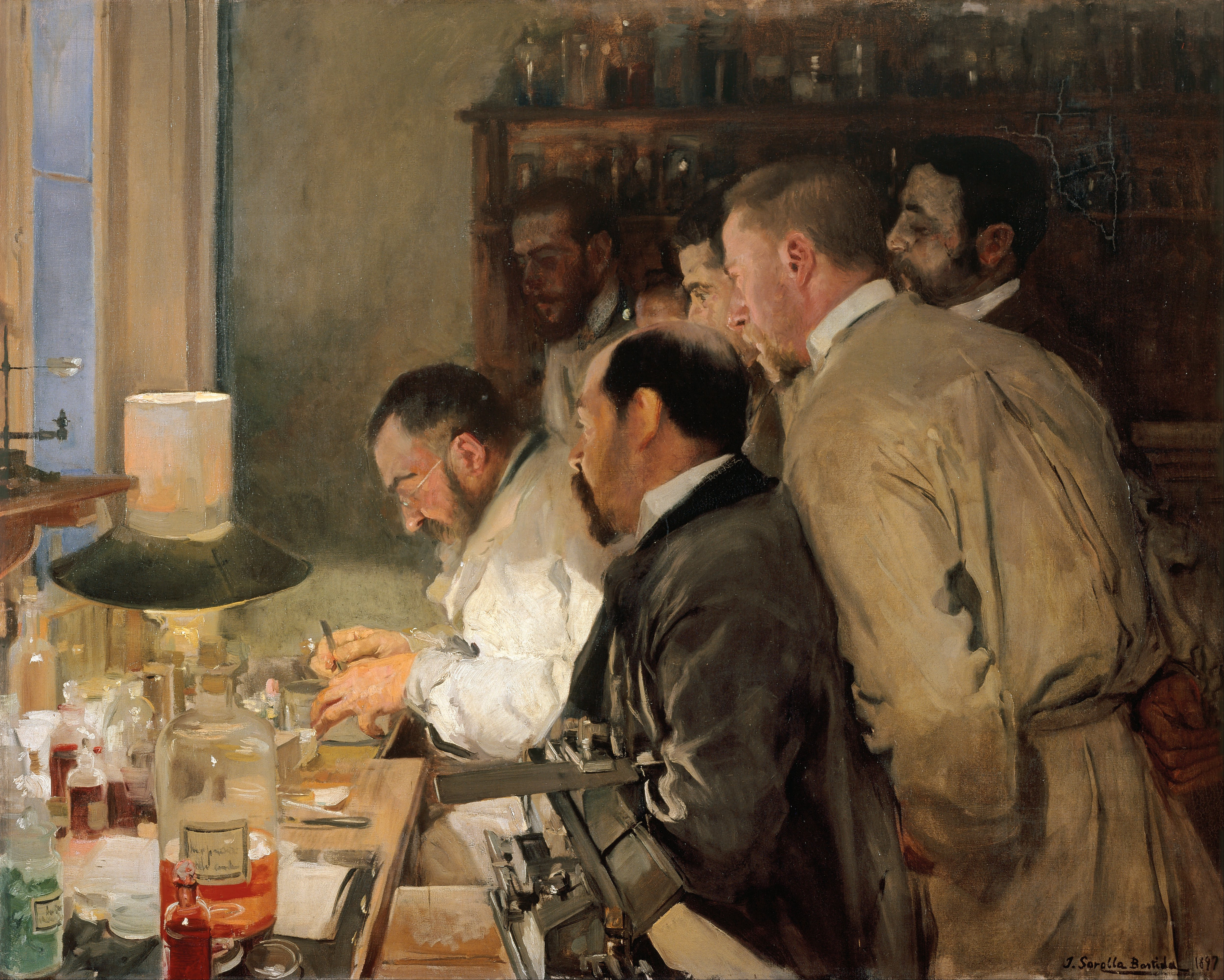
Les Chercheurs (1897), Madrid, musée Sorolla.
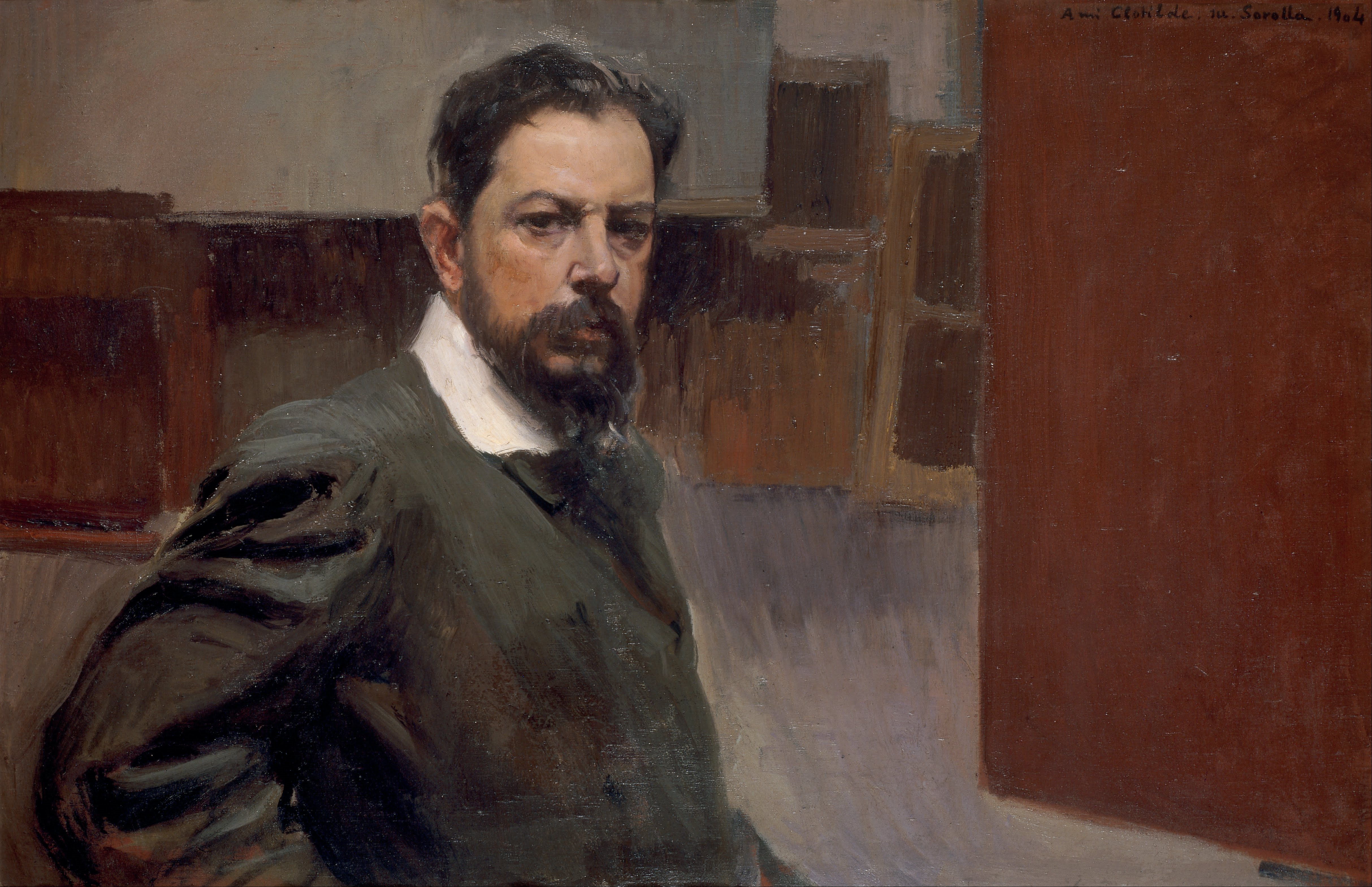
Autoportrait (1904), Madrid, musée Sorolla.
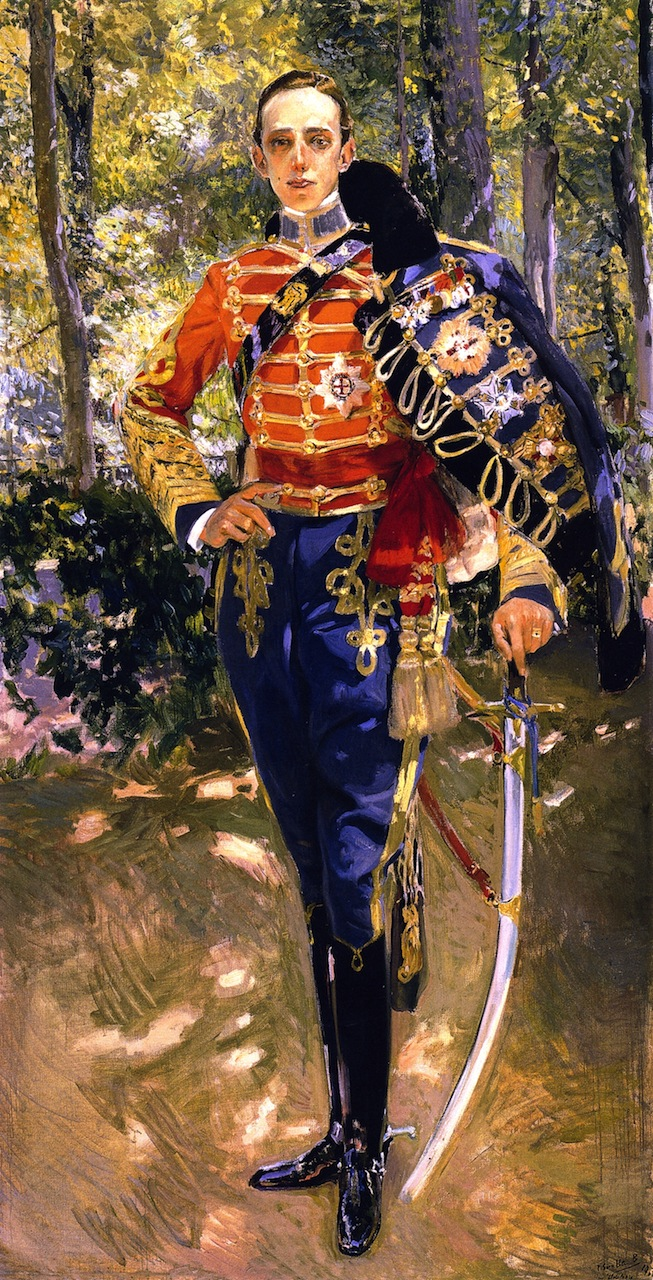
Portrait d'Alphonse XIII en uniforme de hussard (1907), Palais royal de Madrid.
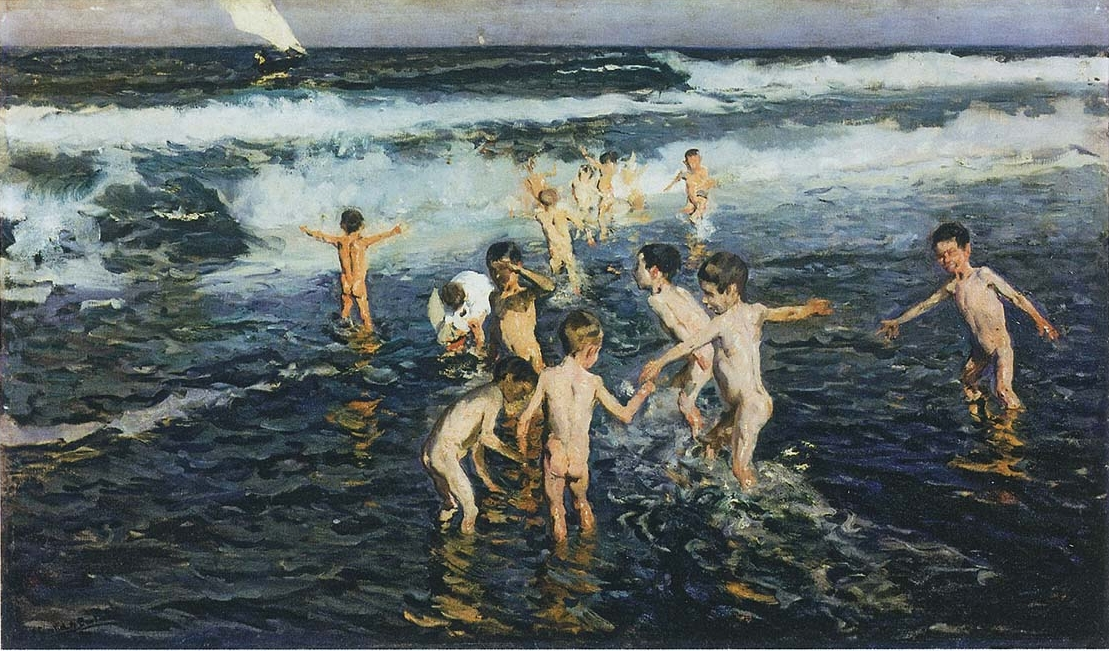
Bañar a los niños (1908), Oviedo, Musée des Beaux-Arts des Asturies (es).
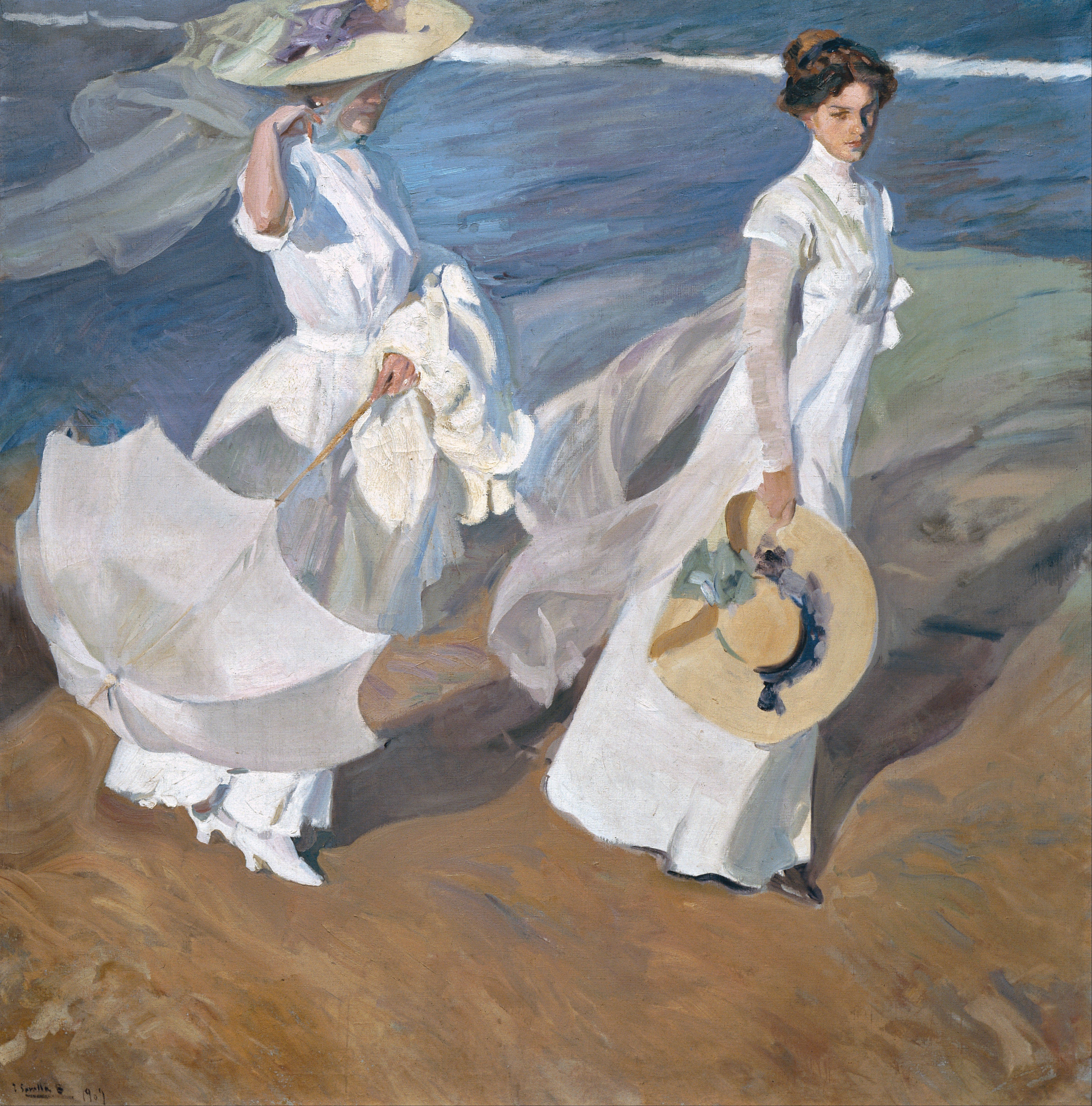
Promenade au bord de la mer (1909) - Madrid, Musée Sorolla
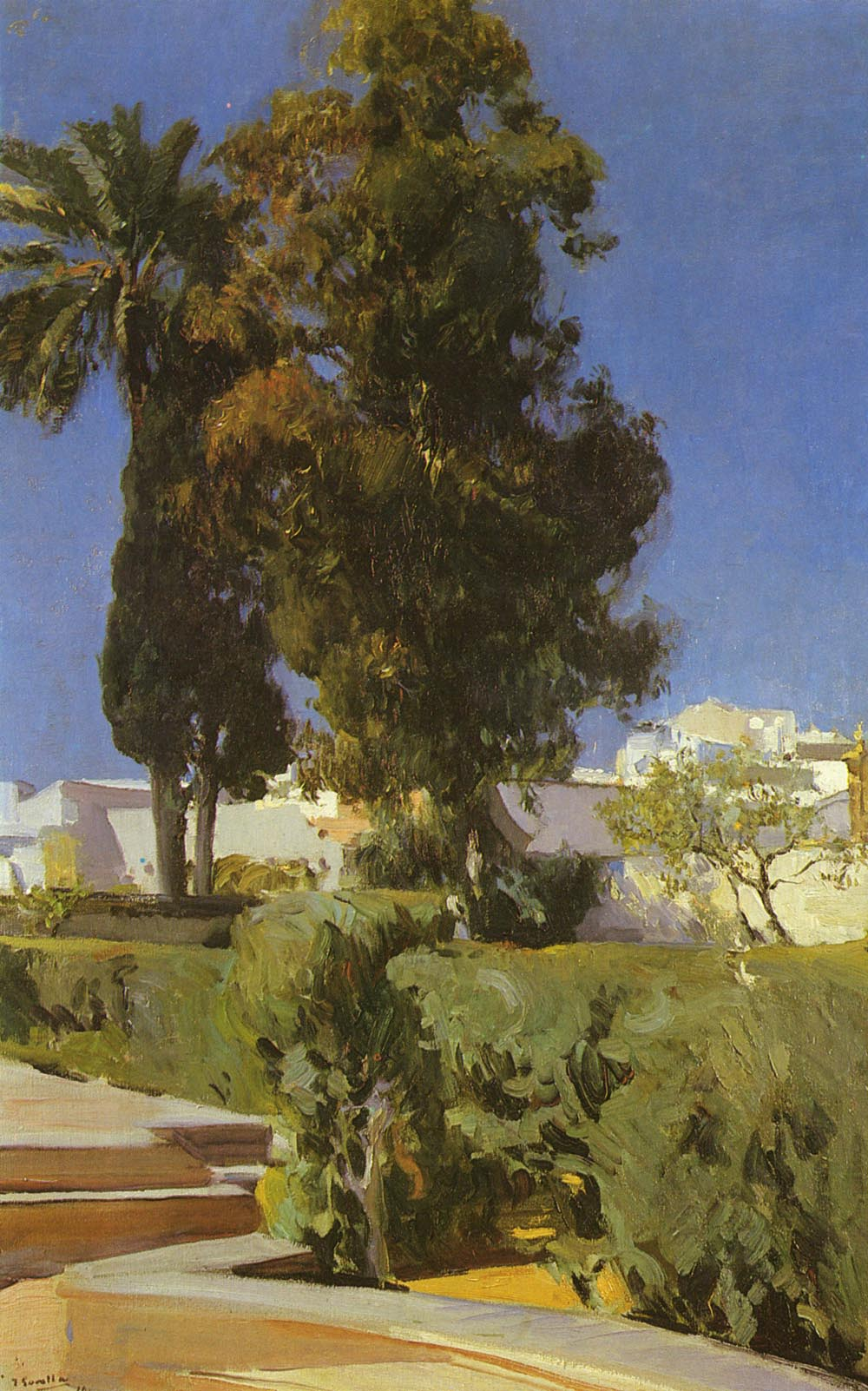
Jardins de l'Alcazar (Seville) (1910), Los Angeles, Getty Center.
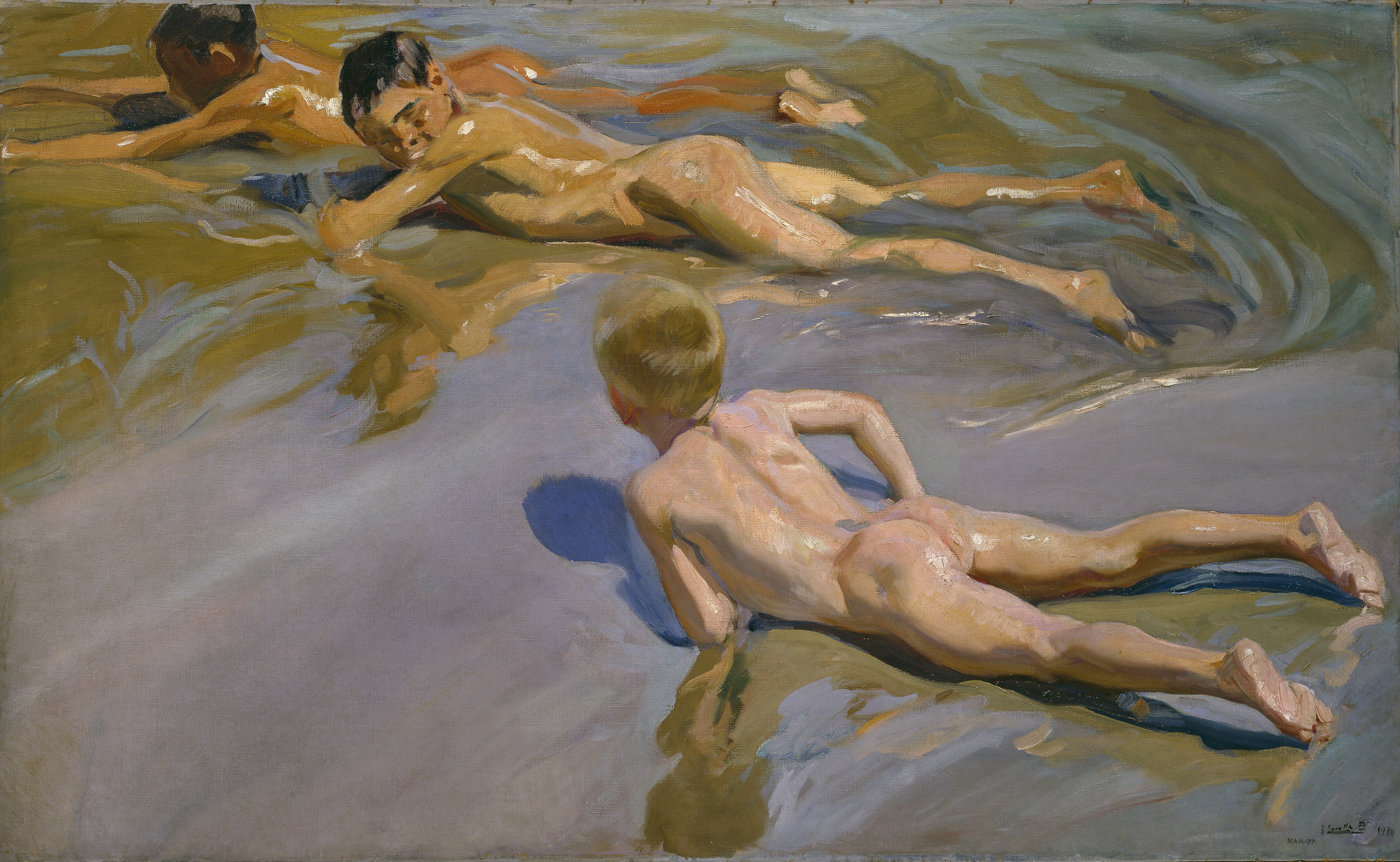
Enfants à la plage (1910), Madrid, musée du Prado.
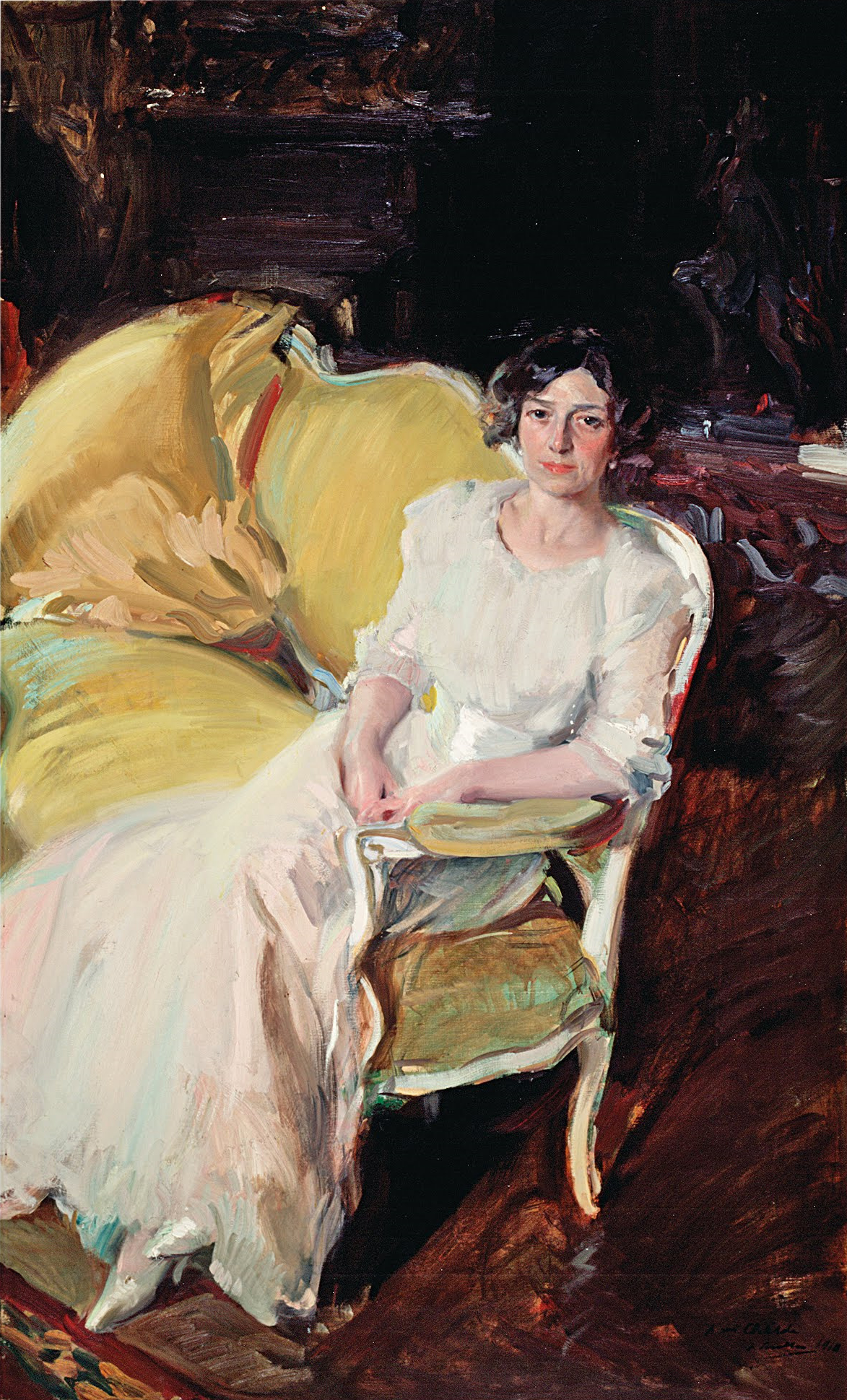
Clotilde assise sur un canapé (1910), Madrid, musée Sorolla.
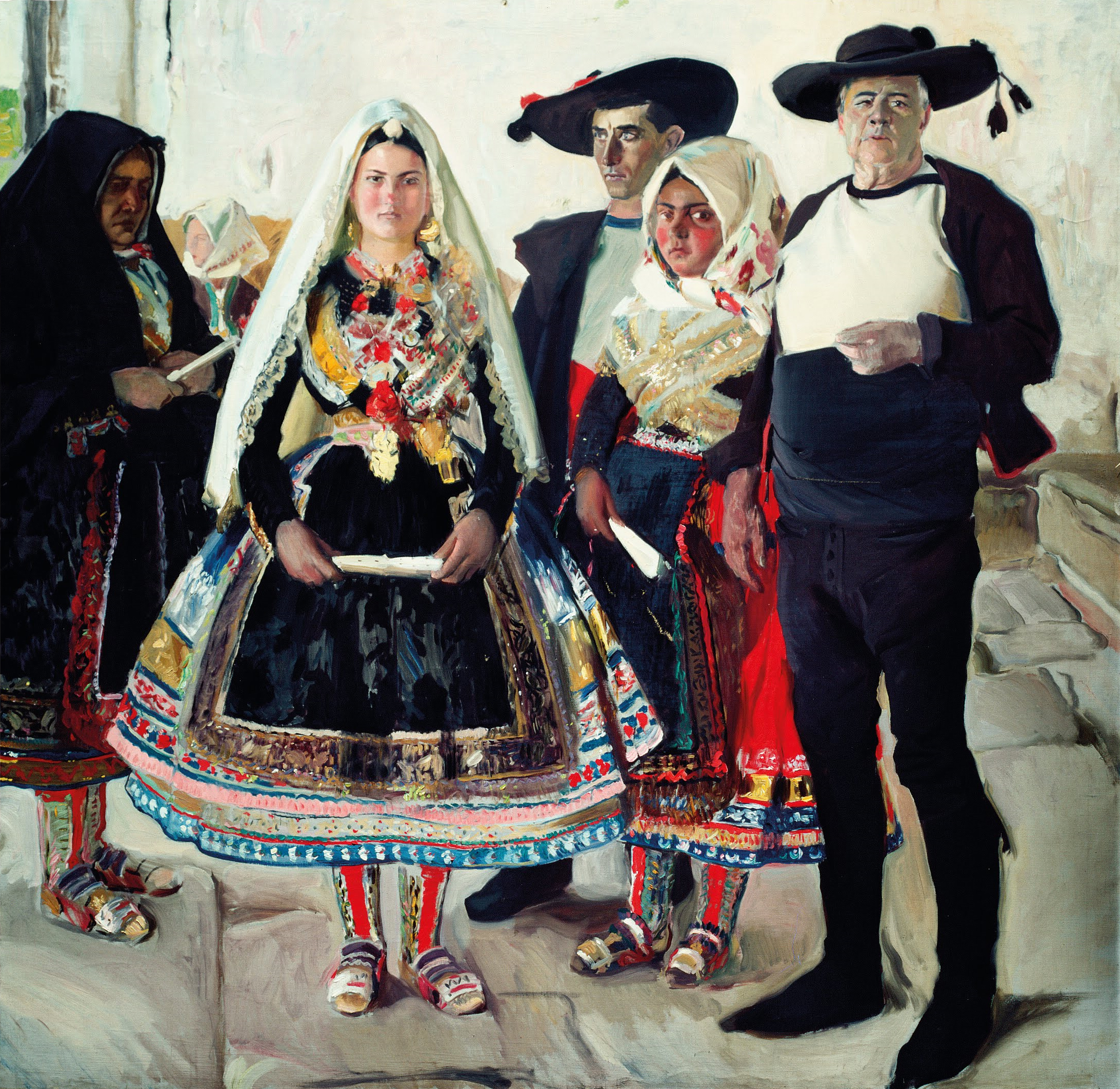
Lagarterans typiques ou Mariée Lagarterane (1912), Madrid, musée Sorolla.
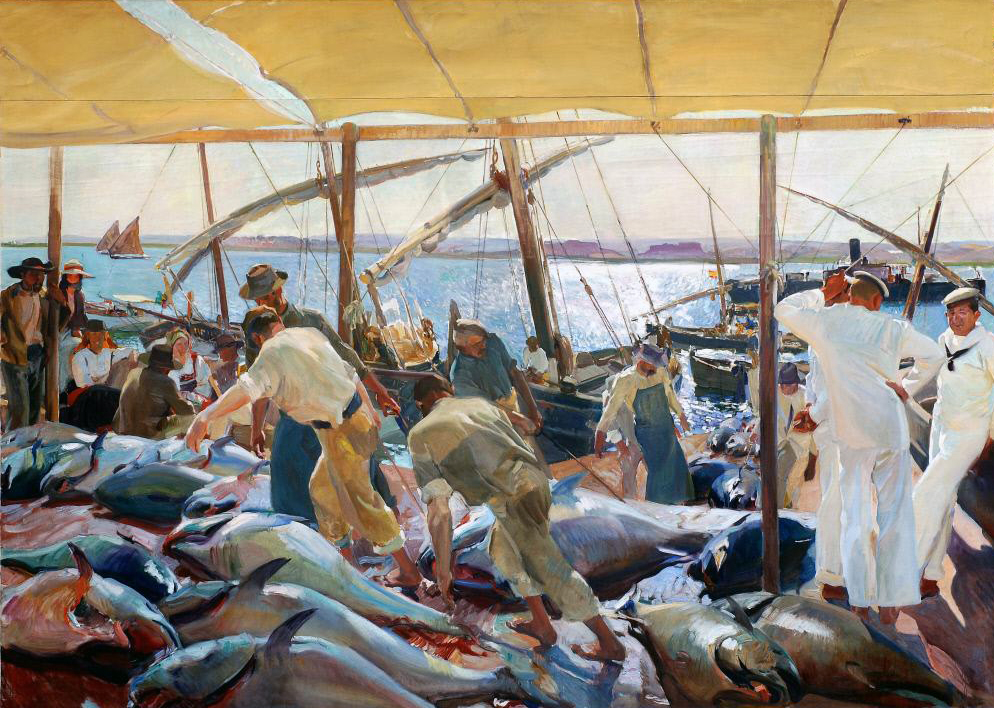
Ayamonte (1919), New York, The Hispanic Society of America.

## Élèves
- Álvaro Alcalá Galiano y Vildósola (1873-1936)[22].
- Vicente Santaolaria (1886-1967)[23].

## Expositions
- Sorolla, un peintre espagnol à Paris, Musée des impressionnismes, Giverny, 14.07 - 06.11.2016
- Sorolla, Maître espagnol de la Lumière "Spanish Master of Light", National Gallery, Londres, 18 mai 2019 – 7 juillet 2019[24],[25]

### Filmographie
- José Antonio Escrivá, Cartas de Sorolla, 2006. Téléfilm sur la vie du peintre.